# Oreophryne mertoni
Oreophryne mertoni es una especie de anfibio anuro de la familia Microhylidae.

## Distribución geográfica
Esta especie es endémica de la isla de Wokam en el archipiélago de las islas Aru en Indonesia.

## Etimología
Esta especie lleva el nombre en honor a Hugo Merton (1879-1940), zoólogo alemán.

## Publicación original
- Roux, 1910 : Reptilien und Amphibien der Aru- und Kei-Inseln. Abhandlungen Der Senckenbergischen Naturforschenden Gesellschaft, vol. 33, p. 211-247[5]